# Aluminé (kommunhuvudort i Argentina)
Aluminé är en kommunhuvudort i Argentina.   Den ligger i provinsen Neuquén, i den sydvästra delen av landet, 1 200 kilometer väster om huvudstaden Buenos Aires. Aluminé ligger 937 meter över havet och antalet invånare är 3 720.
Terrängen runt Aluminé är huvudsakligen kuperad. Aluminé ligger nere i en dal. Trakten runt Aluminé är nära nog obefolkad, med mindre än två invånare per kvadratkilometer.. 
Omgivningarna runt Aluminé är i huvudsak ett öppet busklandskap.